# 캐슬바니아: 더 드라큘라 X 크로니클즈
《캐슬바니아: 더 드라큘라 X 크로니클즈》(Castlevania: The Dracula X Chronicles)는 코나미가 발매한 액션 플랫폼 게임이다. 1993년 PC 엔진 CD로 발매됐던 《캐슬바니아: 피의 론도》에 기반해 플레이스테이션 포터블로 제작된 2.5D 리메이크 게임이다. 전체적인 게임플레이와 레벨 구성은 원작을 따라갔으며, 당시 시리즈를 총괄하던 이가라시 코지가 프로듀서를 맡고 야마네 미치루가 새 음악 작곡에 참여했다. 추가요소로 PC 엔진 CD판 원작과 그 후속작 《캐슬바니아: 밤의 교향곡》이 수록됐다.
2007년 10월 23일 북미 지역에서 최초로 출시됐고, 같은 해 11월 8일에 일본서 《악마성 드라큘라 X 크로니클》(悪魔城ドラキュラ Xクロニクル)이라는 제목으로 출시됐다. 한국에선 유니아나가 2007년 10월 25일에 배급했다. 2008년에 북미 지역에서 염가판으로 재판매했고, 2010년 7월 15일 일본에서 '베스트 설렉션' 상표로 재출시됐다. 2014년 6월에는 플레이스테이션 비타용으로 플레이스테이션 네트워크에 판매를 개시했다.